# Тайський баклажан

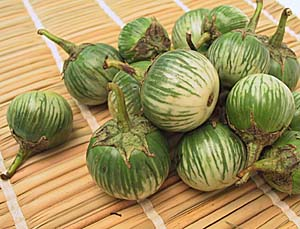

Тайський баклажан (тай. มะเขือ, макхуеа) — назва сортів баклажану (Solanum melongena) з маленькими кулястими плодами, що використовується у кухнях Південно-східної Азії та Шрі Ланки. 

## Використання
Зелено-білі плоди тайського баклажану — важливий інгредієнт тайських страв каенг тай пла, зеленого каррі та червоного каррі. Їх нарізають на 2 чи 4 частини і готують в соусі каррі. Використовують також сирими у салатах та присмаках (нам пхрік).

## Галерея

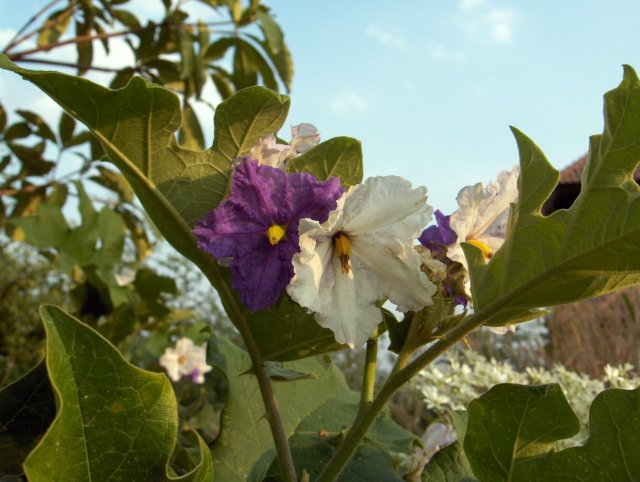
Квіти
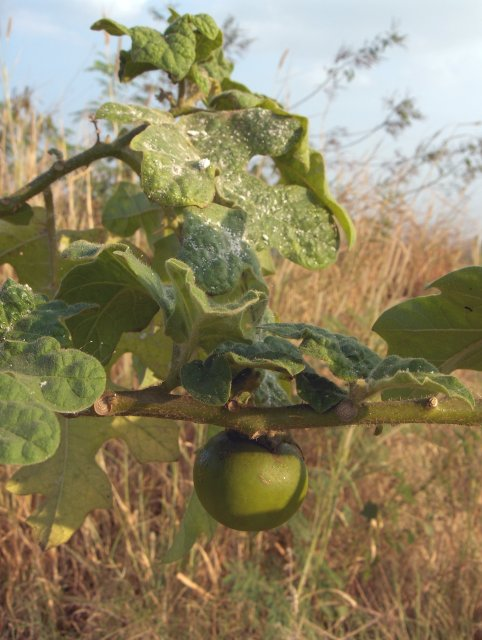
Плоди
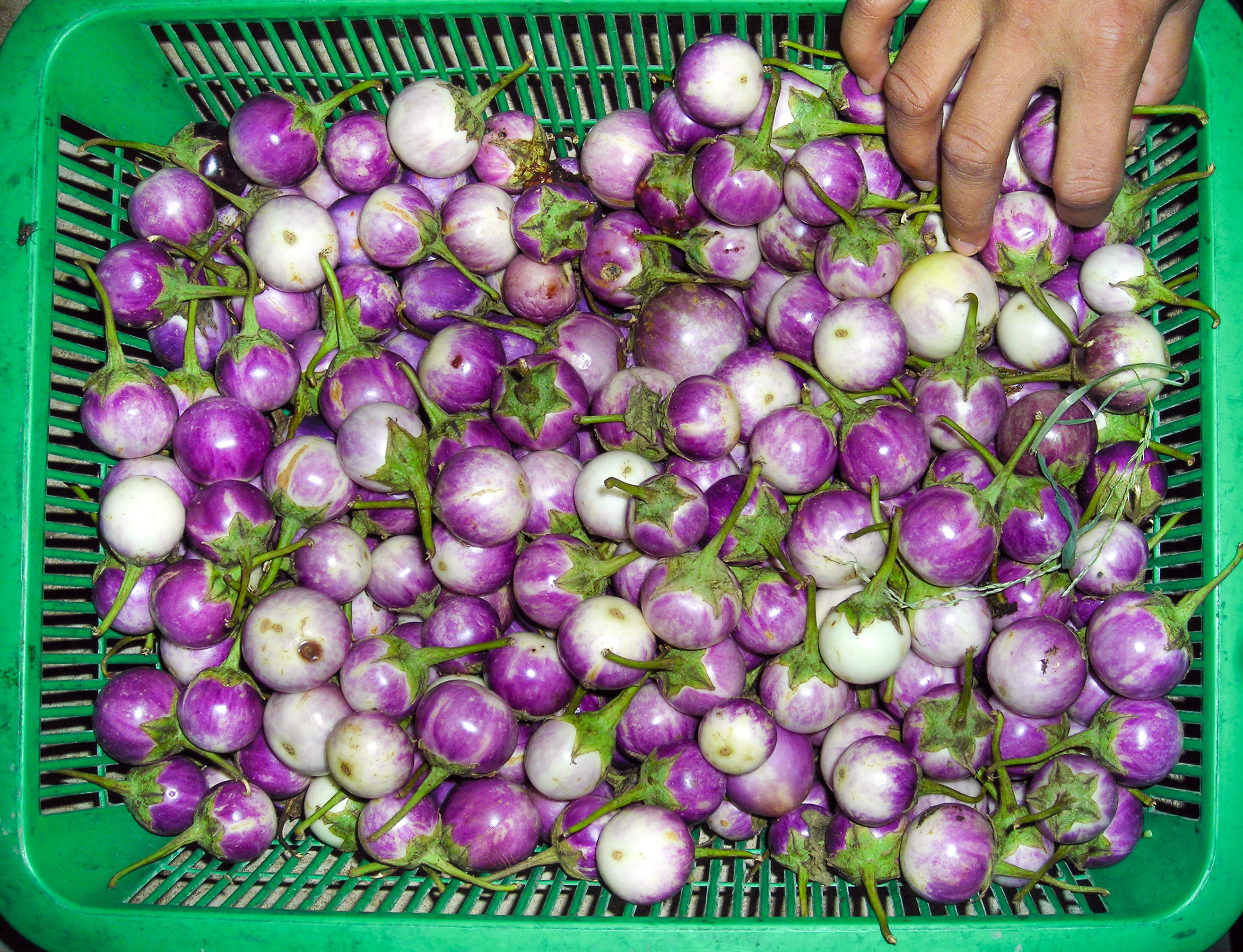
Плоди пурпурового сорту
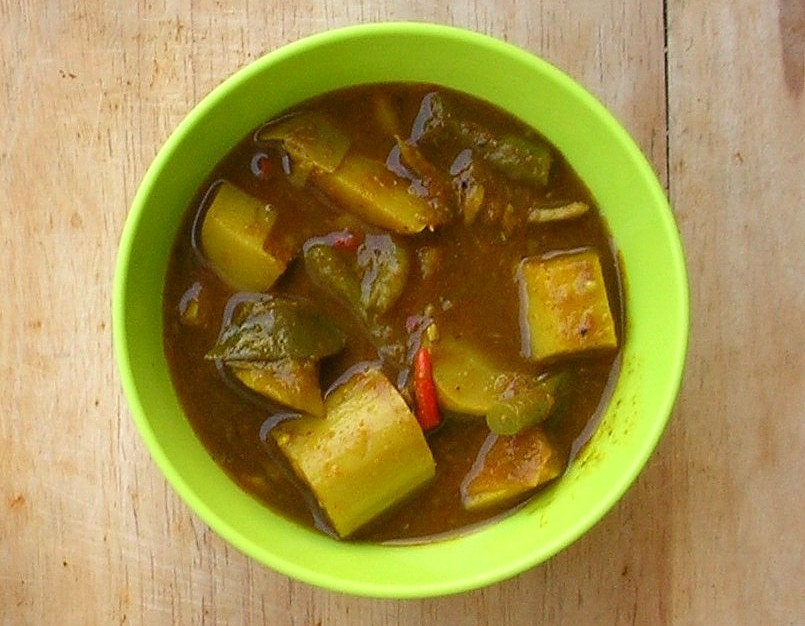
каенг тай пла з тайськими баклажанами та паростками бамбука
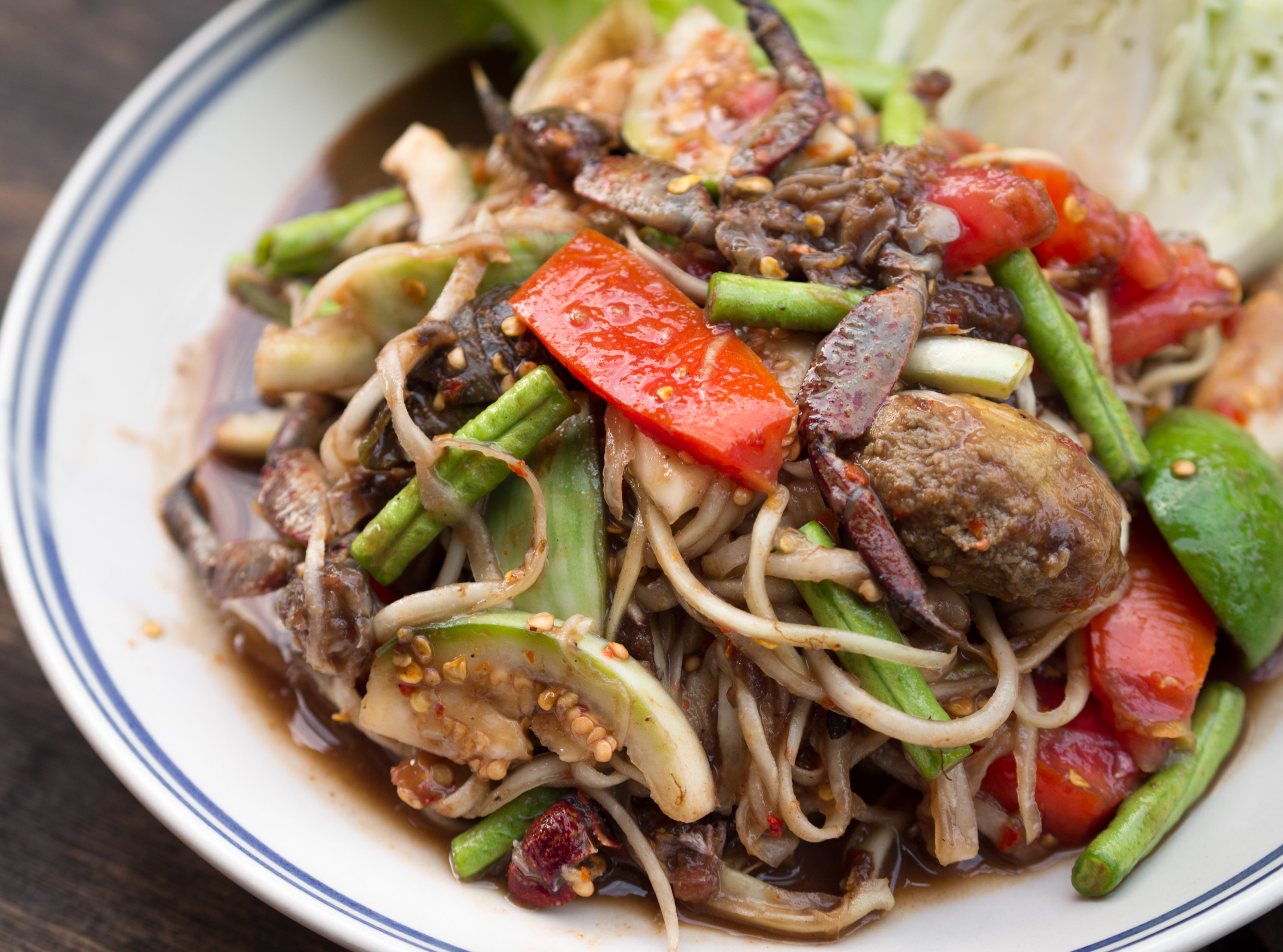
Плоди в салаті сом там
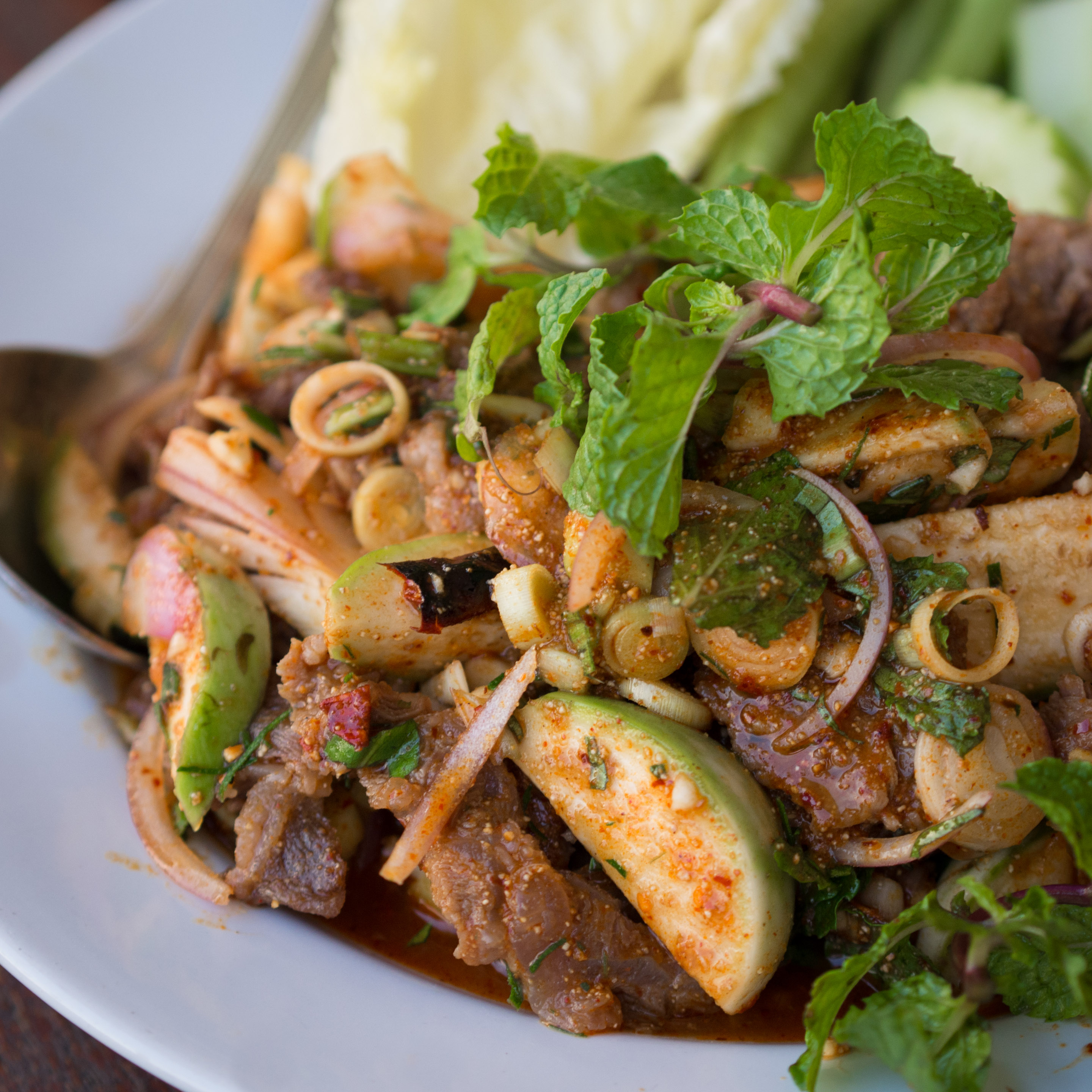
Плоди в салаті пхла нуеа макхуеа
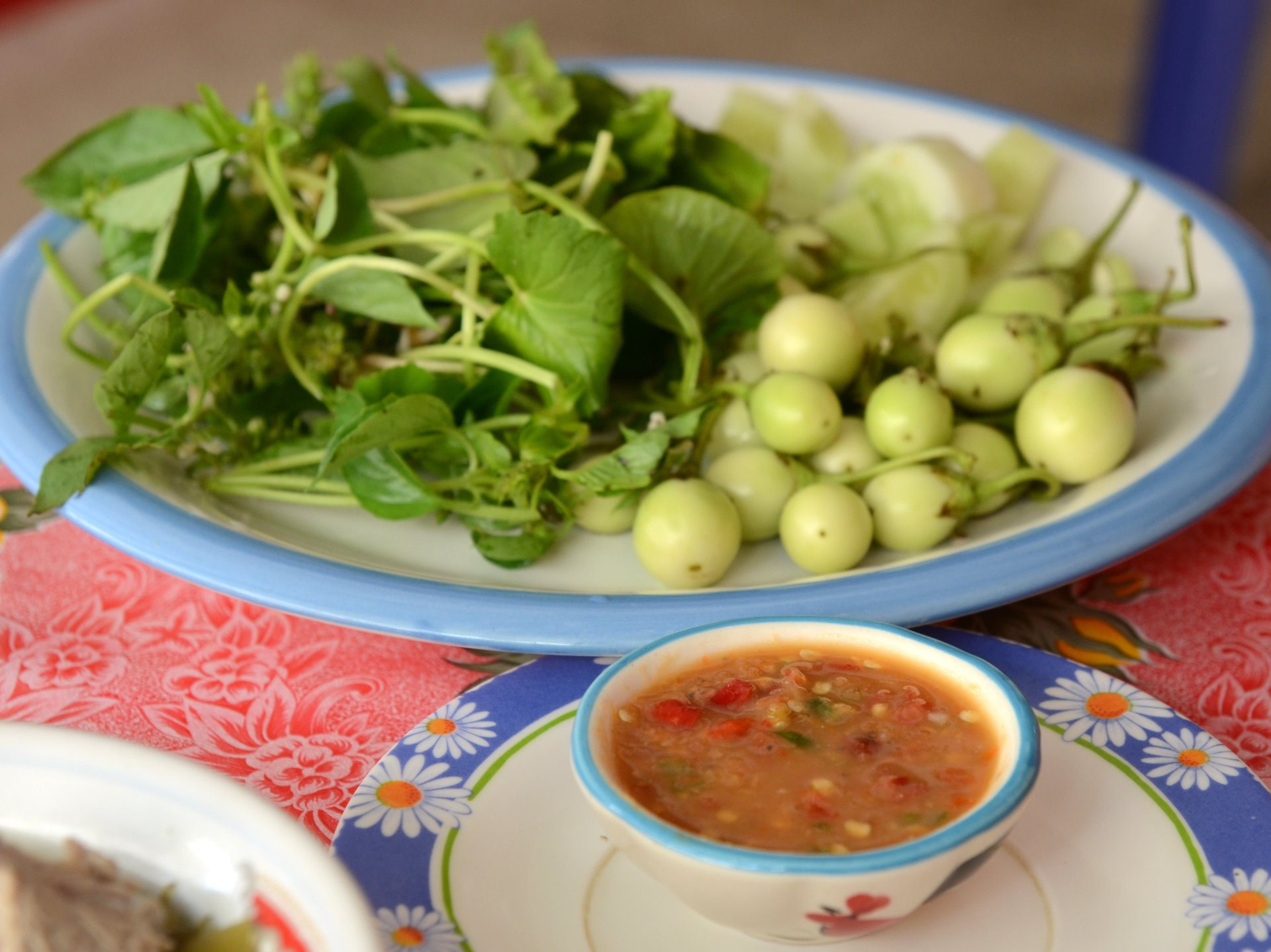
Нам пхрік з тарілкою овочів, серед яких тайський баклажан